# Antonio Bellia Strano
Antonio Bellia Strano (Paternò, 18 luglio 1821 – 2 giugno 1909) è stato un avvocato e politico italiano.